# Aroania
Aroania (griechisch Αροάνια) (n. pl.), älter auch Aroaneia (Αροάνεια), alternative Bezeichnung Chelmos (Χελμός) (f. sg.) ist ein Bergmassiv im Norden der Peloponnes-Halbinsel im Osten der Landschaft Achaia in Griechenland mit einer maximalen Höhe von 2341 m. Die Bezeichnung Chelmos leitet sich vom slawischen Wort chelm хълм für ‚Berg‘ ab.
Die nördlichen Ausläufer des Aroania-Massivs reichen bis an den Golf von Korinth mit dem Küstenabschnitt von Derveni im Osten bis Diakopto im Westen. Im Westen folgt die Begrenzung dem Flusslauf des Vouraikos nach Süden über Kalavryta nach Priolithos. Südlich von Priolithos liegt die tiefste Einsattelung zwischen den Massiven des Aroania und des Erymanthos auf gut 1000 Höhenmetern. Südlich dieses Passes verläuft die Begrenzung gen Osten nach Klitoria und dann in einem Bogen nach Südosten südlich um den Berg Dourdouvana herum. Über Lykouria und entlang der Passstraße zwischen den Bergen Dourdouvana im Norden und Saitas im Süden führt die südliche Begrenzung in die Feneos-Hochebene. Die östliche Abgrenzung des Aroania vom Kyllini verläuft dann nach Norden entlang der Flüsse Olivios und Zacholitikos (oder Dervenios) bis nach Derveni am Golf von Korinth.
An der Westflanke des Aroania liegt die Ortschaft Kalavryta. Östlich der Ortschaft, nördlich des Gipfels Neraidorachi (2341 m), befindet sich das Skigebiet von Kalavryta. Im Zentrum des Aroania-Massivs entspringt der Fluss Krathis und fließt nach Norden in den Golf von Korinth. Aus der Südostwand des Neraidorachi stürzt der 200 Meter hohe Wasserfall des Styx, eines Quellflusses des Krathis, herab. Der Aroania besitzt zudem mehrere Höhlen.
Der Aroania ist der dritthöchste Berg auf dem Peloponnes, und die Gebirgsgruppe des Aroania ist eine der zwanzig höchsten Gebirgsgruppen in Griechenland. Das höchste Gipfelareal des Aroania bilden drei Gipfelkuppen: der Westgipfel (2330 m), der Hauptgipfel (2355 m) und der Sokratis (auch Ostgipfel; 2333 m). Bedeutende Nebengipfel sind im Süden der doppelgipflige Profitis Ilias (2290 m und 2282 m), im Norden der Neraidorachi (2341 m) und nordnordwestlich von diesem der doppelgipflige Avgo (2140 m und 2138 m). Weiter nach Norden vorgeschoben liegt noch ein ausgeprägter Gipfel mit einer Höhe von 1933 m.
Südöstlich der höchsten Gipfelgruppe des Aroania zieht ein Grat in eine tiefe Scharte und hoch zum Gardiki (2182 m/Schartenhöhe über 250 m) und zum Madero (2130 m). Weiter südlich folgt der Berg Nisi (2080 m/Schartenhöhe über 200 m), bevor der Grat tief zum Pass zwischen dem Aroania-Massiv und dem wieder doppelgipfligen Dourdouvana absinkt (2109 m und 2090 m/Schartenhöhe 588 m). Das nach Südwesten ausgreifende Massiv des Dourdouvana, das auf eine Kammlänge von 12 km kommt, kann als Teil eines weiter gefassten Aroania-Massivs betrachtet werden, aber durchaus auch als eigenes Bergmassiv gelten.
Vom Madero zweigt ein Kamm nach Osten ab, wendet sich bald nach Norden und begrenzt das Tal des Krathis im Osten in drei großen Bergen (1873 m; ca. 1740 m; 1795 m). Im Westen des Aroania-Massivs wechseln sich Hochflächen mit etwas niedrigeren Höhenzügen (bis ca. 1550 m) ab.
Zwischen 800 und 1800 m Höhe ist der Aroania an seiner West-, Süd- und Ostflanke mit Pinienwäldern bewachsen. Am Nordhang des Bergmassivs finden sich ebenfalls Wälder. Ab einer Höhe von 1500 m dominieren zusehends Graslandschaften und Geröllfelder. 2001 zerstörte ein Waldbrand größere Waldgebiete des Aroania.
In der Antike wurde der Berg Aroania genannt und gehörte zur antiken Landschaft von Arkadien. Im Mittelalter und während der osmanischen Besatzungszeit des Peloponnes war die Bezeichnung Chelmos üblicher. Erst im 20. Jahrhundert setzte sich die Bezeichnung Aroania wieder durch. Das Dorf Aroania, das südwestlich der Gebirgsgruppe liegt und zur Gemeinde Kalavryta gehört, wurde nach dem Berg benannt.
Auf dem Aroania wurden Anlagen zur Radio- und Fernsehübertragung errichtet. Auf dem Neraidorachi befindet sich eine Sternwarte mit einem Spiegelteleskop von 2,3 Meter Durchmesser; dieses gehört zum Nationalen Observatorium Athen. In unmittelbarer Nähe liegt auch eine meteorologische Station.

## Zwischenfälle
- Am 22. Januar 1965 wurde eine Douglas C-124C Globemaster II der United States Air Force (USAF) (Luftfahrzeugkennzeichen 52-1058) während des Sinkflugs auf den Flughafen Athen-Ellinikon (Griechenland) gegen den schneebedeckten Berg Aroania, auch Chelmos genannt (Griechenland), geflogen. Durch diesen CFIT (Controlled flight into terrain) wurden alle 10 Besatzungsmitglieder getötet.[3]